# Sangod
Sangod è una suddivisione dell'India, classificata come municipality, di 18.645 abitanti, situata nel distretto di Kota, nello stato federato del Rajasthan. In base al numero di abitanti la città rientra nella classe IV (da 10.000 a 19.999 persone).

## Geografia fisica
La città è situata a 24° 55' 0 N e 76° 16' 60 E e ha un'altitudine di 255 m s.l.m..

## Società

### Evoluzione demografica
Al censimento del 2001 la popolazione di Sangod assommava a 18.645 persone, delle quali 9.751 maschi e 8.894 femmine. I bambini di età inferiore o uguale ai sei anni assommavano a 3.140, dei quali 1.601 maschi e 1.539 femmine. Infine, coloro che erano in grado di saper almeno leggere e scrivere erano 11.990, dei quali 7.395 maschi e 4.595 femmine.